# Protocolo de Maputo
El Protocolo de la Unión Africana a la Carta Africana de Derechos Humanos y de los Pueblos con relación a los Derechos de las Mujeres en África, más conocido como el Protocolo de Maputo o Protocolo de las Mujeres en África, es un protocolo internacional que otorga a las mujeres africanas derechos económicos y de bienestar social. Fue adoptado por la Unión Africana  el 11 de julio de 2003 como protocolo a la Carta Africana de Derechos Humanos y de los Pueblos y entró en vigor el 25 de noviembre de 2005 después de haber sido ratificado como se requería por 15 Estados miembros de la UA.
Exige a los Estados firmantes garantizar los derechos de las mujeres entre ellos el derecho a participar en los procesos políticos, garantizar la igualdad social y política con los hombres y avanzar en la autonomía en las decisiones en materia de salud. Incorpora asuntos como el Sida, la trata, la herencia de las viudas y la usurpación de propiedades. Establece el derecho reproductivo de las mujeres mujeres al aborto médico si el embarazo fue producto de violación o incesto o cuando continuar con la gestación pone en peligro la salud mental y física de la mujer o su vida. Establece que los Estados Parte deben tomar medidas para prohibir legalmente toda forma de mutilación genital femenina (MGF) y prevenir explotación y abusos contra las mujeres en la publicidad y la pornografía.

## Antecedentes
Tras la Conferencia Mundial de Derechos Humanos, celebrada en Viena en 1993 y el reconocimiento de que los derechos de las mujeres a menudo eran marginados en el contexto de los derechos humanos, una reunión organizada por Women in Law and Development in Africa (WILDAF) en marzo de 1995, en Lomé, Togo, pidió la elaboración de un protocolo específico en la Carta Africana de Derechos Humanos y de los Pueblos para abordar los derechos de las mujeres. La Asamblea General de la Organización de la Unidad Africana encargó a la Comisión Africana de Derechos Humanos y de los Pueblos (CADHP) que redactara dicho protocolo en su 31º período ordinario de sesiones en junio de 1995, en Addis Abeba.
Un primer borrador preparado por un grupo de expertos compuesto por miembros de la CADHP, representantes de ONG africanas y observadores internacionales, organizado por la CADHP en colaboración con la Comisión Internacional de Juristas, fue presentado a la CADHP en su 22 ° período de sesiones en octubre de 1997. y distribuido para comentarios a otras ONG. La revisión, en cooperación con las ONG interesadas, se llevó a cabo en diferentes períodos de sesiones de octubre a enero, y en abril de 1998, el 23 ° período de sesiones de la CADHP aprobó el nombramiento de la abogada congoleña Julienne Ondziel Gnelenga como primera relatora especial sobre los derechos de la mujer en África con el mandato de trabajar para la adopción del proyecto de protocolo sobre los derechos de la mujer. La Secretaría de la OUA recibió el borrador completo en 1999, y en 2000 en Addis Abeba, se fusionó con el borrador de la Convención sobre Prácticas Tradicionales en una sesión conjunta del Comité Interafricano y la CADHP. Después de seguir trabajando en reuniones y conferencias de expertos en 2001, el proceso se estancó y el protocolo no se presentó en la cumbre inaugural de la UA en 2002.
En enero de 2003, Equality Now (Igualdad Ya) organizó una reunión consultiva de organizaciones de mujeres en Adis Abeba para presionar a la Unión Africana para que adoptara el protocolo, y el texto del protocolo se ajustó a los estándares internacionales. La Unión Africana reanudó el proceso y el documento final fue adoptado formalmente por la Cumbre de la Sección de la Unión Africana el 11 de julio de 2003 en Maputo.

## Adopción, firma y ratificación

### Proceso general
El protocolo se inició en una reunión organizada por WILDAF, del 8 al 9 de marzo de 1995. Fue concluido y firmado el 11 de julio de 2003 durante la 2ª Cumbre de la Unión Africana, en Maputo, Mozambique. Todos los Estados miembros de la Unión Africana lo han firmado, excepto Botsuana, Marruecos y Egipto. La convención entró en vigor el 25 de noviembre de 2005. En julio de 2020, los estados signatarios que no han ratificado el protocolo son Burundi, República Centroafricana, Chad, Eritrea, Madagascar, Níger, República Árabe Saharaui Democrática, Somalia, Sur Sudán, Sudán . La fecha límite para la ratificación era el 31 de diciembre de 2020.

## Reservas
Durante la cumbre de Maputo, varios países expresaron reservas.
Túnez, Sudán, Kenia, Namibia y Sudáfrica expresaron sus reservas sobre algunas de las cláusulas matrimoniales. Egipto, Libia, Sudán, Sudáfrica y Zambia han expresado reservas sobre "la separación legal, el divorcio y la anulación del matrimonio".
Burundi, Sudán, Ruanda y Libia han formulado reservas sobre el artículo 14, relativo al "derecho a la salud y al control de la reproducción". Libia expresó reservas sobre un punto relacionado con los conflictos.
De conformidad con el Artículo 5 del Protocolo, Liberia y Malí deben promulgar leyes que penalicen la MGF pero, debido a presiones de esos líderes

## Organizaciones en defensa del protocolo
La campaña de Solidaridad para los Derechos de las Mujeres Africanas, Solidarity for Africa Women's Rights (SOAWR) es una coalición de 47 organizaciones de la sociedad civil que trabaja en 24 países y que realiza el seguimiento de la adopción del Protocolo de manera multisectorial.